# 水落站
水落站（日语：／ Mizuochi Eki */?）是位於福井縣鯖江市水落町二丁目，福井鐵道福武線的電車站。車站編號為F7。
另外福井鐵道曾經有鯖浦線駛入此站，並作為終點站，但鯖浦線已於1973年9月29日廢線。

## 車站構造

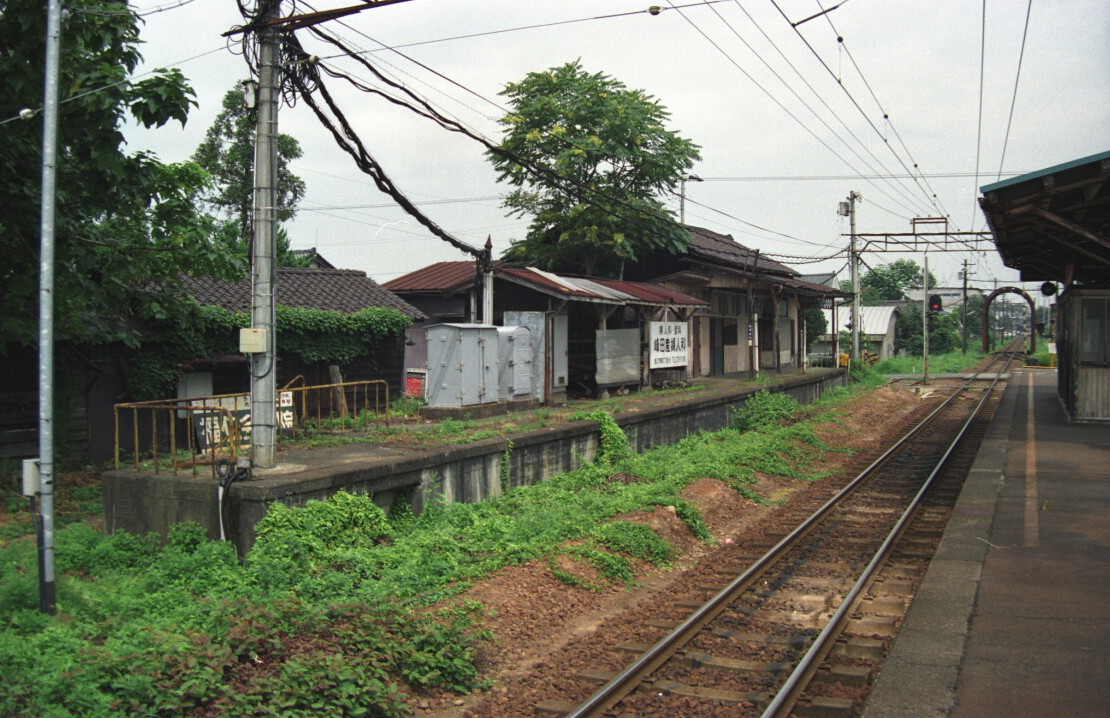
已燒毀並拆去的側式月台及遠方的原站房，右側為現時仍在的島式月台（1992年8月）。

現時為簡易車站模式，出入口設於2丁目10一方，本站原本設有站房及原鯖浦線的側式月台，但在1993年時因站房失火而被燒毀。餘下的部份後來也一併拆去，改為有蓋單車停泊場及一座男、女獨立及傷殘人士兼容的洗手間，即現時車站入口的右側。
至於入口左側，現時設有投幣式電話亭及郵筒。

### 月台
現時只剩下島式月台1個，可提供1面2線的配置。月台中央部份設有上蓋，下方另配置了一座以木板搭成的候車室。月台及出入口橫過往福井方向路軌的平交道所連接。雖然設有多於1個月台，但並沒有加設月台編號。
| 月台              | 路線                   | 上下行 | 方向                     |
| ----------------- | ---------------------- | ------ | ------------------------ |
| 福井方向 （西邊） | ■福武線 （鳳凰田原線） | 下行   | 神明、福井站、田原町方向 |
| 武生方向 （東邊） | ■福武線 （鳳凰田原線） | 上行   | 西鯖江、武生新方向       |

## 歷史
- 1927年10月5日：福武電鐵下鯖江站～神明站間新設車站，並於鯖浦電氣鐵道的路線（即後來的鯖浦線（日语：福井鉄道鯖浦線））作轉乘。當時車站為現址以南約200公里[1]。
- 1959年7月20日：因應鯖浦線水落信號場～新水落站之間的連絡線完成，車站轉移至現址。
- 1962年1月24日：因鯖浦線的鯖江至水落信號場一段廢線，鯖浦線列車全改以本站停車，為北端終點站。
- 1973年9月29日：鯖浦線水落～西田中間廢線[2]，鯖浦線全線廢線[3][4]。
- 1993年8月：[5]站房因發生了火警而被燒毀，原鯖浦線月台後來也被拆去。
- 2004年10月1日：於原站房位置改建為免費停車場。
- 2024年10月11日：可使用ICOCA及全國通用IC卡付款[6][7]。

## 使用狀況
根據「鯖江市統計書」，以下為1日平均乘車人次：
| 乘車人次變化 | 乘車人次變化 |
| 年度         | 1日平均人次  |
| ------------ | ------------ |
| 2001年       | 72           |
| 2002年       | 69           |
| 2003年       | 60           |
| 2004年       | 67           |
| 2005年       | 76           |
| 2006年       |              |
| 2007年       | 111          |
| 2008年       |              |
| 2009年       |              |
| 2010年       | 102          |
| 2011年       | 104          |
| 2012年       | 124          |
| 2013年       | 158          |
| 2014年       | 148          |
| 2015年       | 161          |
| 2016年       | 171          |
| 2017年       | 194          |
| 2018年       | 187          |
| 2019年       | 176          |
| 2020         | 138          |
| 2021         | 142          |
| 2022         | 136          |

## 電車站周邊
車站西邊鄰接單車停泊場，車站大樓遺址現時為空地。
- 鯖江郵局（日语：鯖江郵便局）
- 福井縣丹南健康福祉中心（保健所）
- 鯖江市文化之館（圖書館）
- 戰死者忠靈塔
- Aiai鯖江、鯖江市健康福祉中心

## 相鄰車站
福井鐵道
■福武線
■急行
西鯖江（F5）－水落（F7）－神明（F8）
■區間急行、■普通
西山公園（F6）－水落（F7）－神明（F8）

### 曾經存在的路線
福井鐵道
鯖浦線
東鯖江－水落－（水落信號所）－越前平井
鯖浦線·聯絡線
水落－（水落信號所）－越前平井

## 外部連結
- 福井鐵道水落站 （页面存档备份，存于）（日語）